# Hippeastrum andreanum
Hippeastrum andreanum är en amaryllisväxtart som beskrevs av John Gilbert Baker. Hippeastrum andreanum ingår i släktet amaryllisar, och familjen amaryllisväxter.
Artens utbredningsområde är Colombia. Inga underarter finns listade i Catalogue of Life.